# Pascal Leclaire
Pour les articles homonymes, voir Pascal et Leclaire.
Pascal Leclaire (né le 7 novembre 1982 à Repentigny dans la province de Québec) est un joueur professionnel canadien de hockey sur glace. Il joue à la position de gardien de but.

## Carrière professionnelle
Durant ses années junior, entre 1998 et 2002, Leclaire a joué pour les Mooseheads d'Halifax et pour le Rocket de Montréal (aujourd'hui Rocket de l'Île-du-Prince-Édouard) dans la Ligue de hockey junior majeur du Québec. 
Il a été repêché par les Blue Jackets lors du repêchage d'entrée dans la LNH 2001, en première ronde, en 8e position. Il a disputé deux saisons dans la Ligue américaine de hockey avec le Crunch de Syracuse, le club-école des Blue Jackets, avant de faire son entrée dans la LNH en 2003-2004. Lors de cette saison, il n'a toutefois pris part qu'à deux rencontres avec le grand club. Après le lock-out lors de la saison 2004-2005, Leclaire est retourné à Columbus en 2005-2006 et s'est vu offrir le rôle de gardien réserviste de Marc Denis. Cependant, le 30 juin 2006, Marc Denis a été transféré au Lightning de Tampa Bay; Leclaire s'est ainsi vu octroyer le poste de gardien numéro un de l'équipe.
Le 4 mars 2009, Leclaire a été échangé aux Sénateurs d'Ottawa en retour d'Antoine Vermette.

## Statistiques

### Saison régulière
| Saison     | Équipe                   | Ligue      | PJ  | V  | D  | N | DP | MIN   | BC  | L     | BL | MOY  | %ARR   |
| ---------- | ------------------------ | ---------- | --- | -- | -- | - | -- | ----- | --- | ----- | -- | ---- | ------ |
| 1998-1999  | Mooseheads d'Halifax     | LHJMQ      | 33  | 19 | 11 | 1 | -  | 1 828 | 96  | 956   | 2  | 3,15 | 90,0 % |
| 1999-2000  | Mooseheads d'Halifax     | LHJMQ      | 31  | 16 | 8  | 4 | -  | 1 729 | 103 | 965   | 1  | 3,57 | 89,3 % |
| 2000-2001  | Mooseheads d'Halifax     | LHJMQ      | 35  | 14 | 16 | 5 | -  | 2 111 | 126 | 1 153 | 1  | 3,58 | 89,1 % |
| 2001-2002  | Rocket de Montréal       | LHJMQ      | 45  | 15 | 23 | 4 | -  | 2 513 | 138 | 1 313 | 1  | 3,29 | 89,5 % |
| 2002-2003  | Crunch de Syracuse       | LAH        | 36  | 8  | 21 | 3 | -  | 1 886 | 112 | 1 016 | 0  | 3,56 | 89,0 % |
| 2003-2004  | Crunch de Syracuse       | LAH        | 44  | 21 | 16 | 3 | -  | 2 447 | 125 | 1 476 | 2  | 3,06 | 91,5 % |
| 2003-2004  | Blue Jackets de Columbus | LNH        | 2   | 0  | 2  | 0 | -  | 119   | 7   | 69    | 0  | 3,53 | 89,9 % |
| 2004-2005  | Crunch de Syracuse       | LAH        | 14  | 5  | 6  | 3 | -  | 845   | 33  | 446   | 2  | 2,34 | 92,6 % |
| 2005-2006  | Crunch de Syracuse       | LAH        | 7   | 3  | 3  | - | 0  | 340   | 16  | 200   | 1  | 2,82 | 92,0 % |
| 2005-2006  | Blue Jackets de Columbus | LNH        | 33  | 11 | 15 | - | 3  | 1 804 | 97  | 1 084 | 0  | 3,23 | 91,1 % |
| 2006-2007  | Blue Jackets de Columbus | LNH        | 24  | 6  | 15 | - | 2  | 1 315 | 65  | 629   | 1  | 2,97 | 89,7 % |
| 2007-2008  | Blue Jackets de Columbus | LNH        | 54  | 24 | 17 | - | 6  | 2 986 | 112 | 1 379 | 9  | 2,25 | 91,9 % |
| 2008-2009  | Blue Jackets de Columbus | LNH        | 12  | 4  | 6  | - | 1  | 674   | 43  | 324   | 0  | 3,83 | 86,7 % |
| 2009-2010  | Sénateurs d'Ottawa       | LNH        | 34  | 12 | 14 | - | 2  | 1 745 | 93  | 822   | 0  | 3,20 | 88,7 % |
| 2010-2011  | Senators de Binghamton   | LAH        | 1   | 0  | 0  | - | 1  | 65    | 2   | 32    | 0  | 1.85 | 93,8 % |
| 2010-2011  | Sénateurs d'Ottawa       | LNH        | 14  | 4  | 7  | - | 1  | 763   | 36  | 391   | 0  | 2.83 | 90,8 % |
| Totaux LNH | Totaux LNH               | Totaux LNH | 173 | 61 | 76 | 0 | 15 | 9 406 | 453 | 4 698 | 10 | 2,89 | 90,4 % |

### Séries éliminatoires
| Saison     | Équipe               | Ligue      | PJ | V | D | MIN | BC | L   | BL | MOY  | %ARR   |
| ---------- | -------------------- | ---------- | -- | - | - | --- | -- | --- | -- | ---- | ------ |
| 1998-99    | Mooseheads d'Halifax | LHJMQ      | 1  | 0 | 0 | 17  | 2  | --  | 0  | 7,05 | --     |
| 1999-00    | Mooseheads d'Halifax | LHJMQ      | 5  | 1 | 2 | 198 | 12 | 106 | 0  | 3,63 | 88,7 % |
| 2000-01    | Mooseheads d'Halifax | LHJMQ      | 2  | 0 | 2 | 109 | 10 | 75  | 0  | 5,50 | 86,7 % |
| 2001-02    | Rocket de Montréal   | LHJMQ      | 7  | 3 | 4 | 441 | 15 | 219 | 0  | 2,04 | 93,2 % |
| 2003-04    | Crunch de Syracuse   | LAH        | 3  | 1 | 2 | 142 | 12 | 88  | 0  | 5,07 | 86,4   |
| 2005-06    | Crunch de Syracuse   | LAH        | 5  | 2 | 3 | 288 | 11 | 181 | 1  | 2,29 | 93,9 % |
| 2009-10    | Sénateurs d'Ottawa   | LNH        | 3  | 1 | 2 | 211 | 10 | 125 | 0  | 2,84 | 92,0 % |
| Totaux LNH | Totaux LNH           | Totaux LNH | 3  | 1 | 2 | 211 | 10 | 125 | 0  | 2,84 | 92,0 % |

## Carrière internationale
Il représente l'équipe du Canada de hockey sur glace. Il a participé au mondiaux 2008.